# Martirio di Gerusalemme
Martirio (... – 13 aprile 486) è stato il patriarca di Gerusalemme tra il 478 e il 486.
Era un asceta del monte di Nitria in Egitto.  Fu ordinato presbitero della Chiesa di Gerusalemme da Anastasio,  di cui divenne il successore nel 478.  Sotto il suo patriarcato, gli scismatici rientrarono nella sua comunità di fedeli grazie ai suoi sforzi.  Morì il 13 aprile 486.